# Castilleja pseudopallescens
Castilleja pseudopallescens är en snyltrotsväxtart som beskrevs av Edwin. Castilleja pseudopallescens ingår i släktet målarborstar, och familjen snyltrotsväxter. Inga underarter finns listade i Catalogue of Life.